# Kapılı, Dörtyol
Kapılı là một xã thuộc huyện Dörtyol, tỉnh Hatay, Thổ Nhĩ Kỳ. Dân số thời điểm năm 2011 là 30 người.